# Gemeiner Rotfußröhrling
Der Gemeine oder Echte Rotfußröhrling (Xerocomellus chrysenteron, Syn.: Boletus chrysenteron und Xerocomus chrysenteron), bisweilen auch Rotfüßchen genannt, ist eine Pilzart aus der Familie der Dickröhrlingsverwandten. Bis vor wenigen Jahren wurde er in der Gattung Filzröhrlinge (Xerocomus) geführt, die aber aufgrund molekularbiologischer Erkenntnisse auf den Verwandtschaftskreis der Ziegenlippe reduziert wurde.

## Merkmale

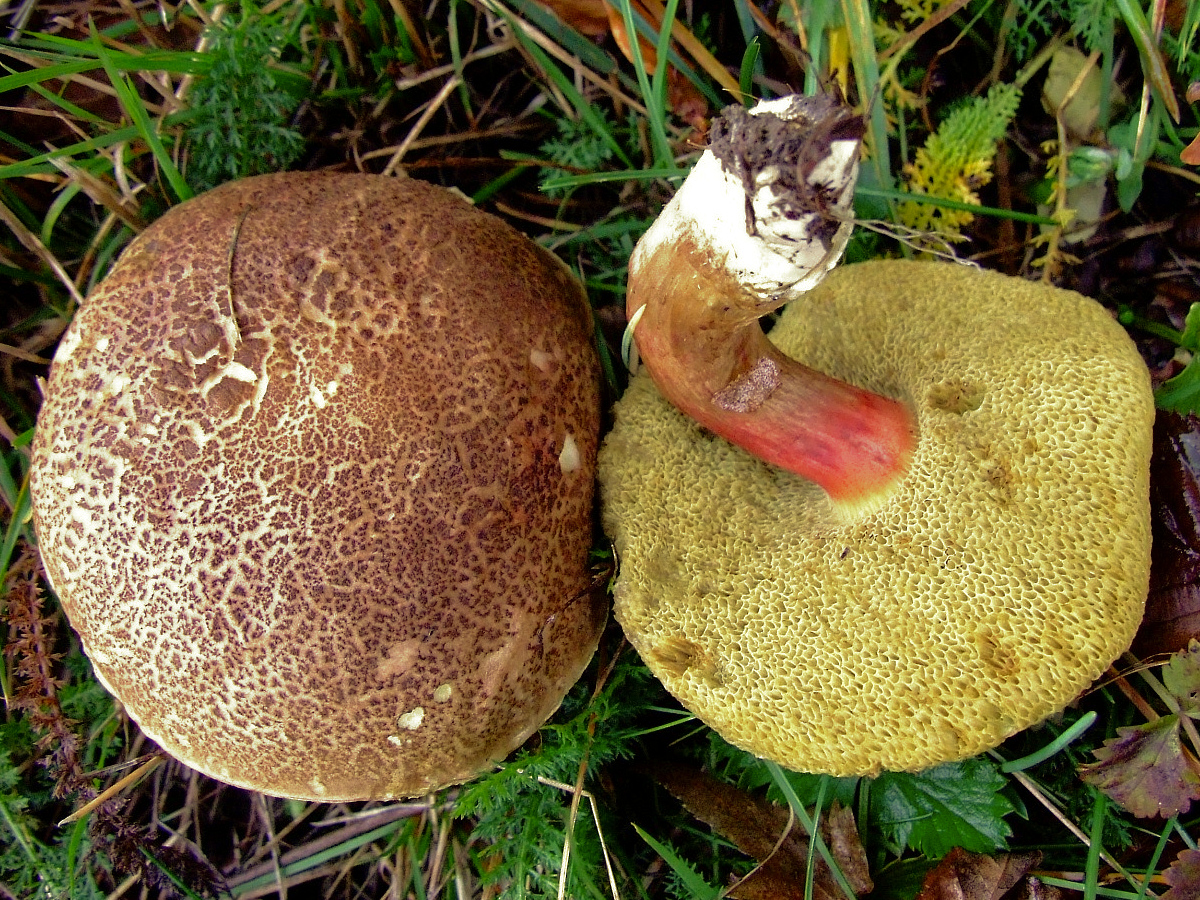
Die Huthaut des Gemeinen Rotfußröhrlings reißt gerne felderig auf. Die gelbe Röhrenschicht hat einen oliven Beiton.

### Makroskopische Merkmale
Er kann in zahlreichen Variationen auftreten. Der Hut ist matt und filzig, seine Oberfläche oft felderig-rissig. Er erreicht einen Durchmesser von 3–8 cm. Die Farbe reicht von gelbbräunlich bis olivbräunlich, kann aber auch graue, gelb-blaue oder rötliche Töne annehmen. An den Riss- und Fraßstellen verfärbt sich die Oberfläche meist rötlich. Die Röhren sind gelblich und im Alter olivgelblich. Sie sind ausgebuchtet bis leicht am Stiel herablaufend und verfärben sich bei Druck schmutziggrün bis blau. Der Stiel ist schlank und auf gelblichem Grund vor allem im unteren Abschnitt mit roten Flöckchen besetzt. Manchmal besitzt er keine roten Teile. Das Fleisch ist im Stiel rot, besonders in der Stielrinde. Nach oben hin wird es blasser und im Hut ist es weißgelblich. Das Fleisch blaut im Schnitt kaum, manchmal schwach über den Röhren und in der Stielspitze. Mit zunehmendem Alter wird es schnell weich. Der Geruch ist unbedeutend; der Geschmack säuerlich. Das Sporenpulver ist olivbraun.

### Mikroskopische Merkmale
Die elliptisch-spindeligen Sporen erreichen eine Größe von 10–13(–15) × 5–6 Mikrometer.

## Vorkommen
Der Gemeine Rotfußröhrling ist im Laub- und Nadelwald anzutreffen und stellt keine besonderen Bodenansprüche. Er ist ein häufiger Pilz, der von Juli bis November gefunden werden kann.

## Bedeutung

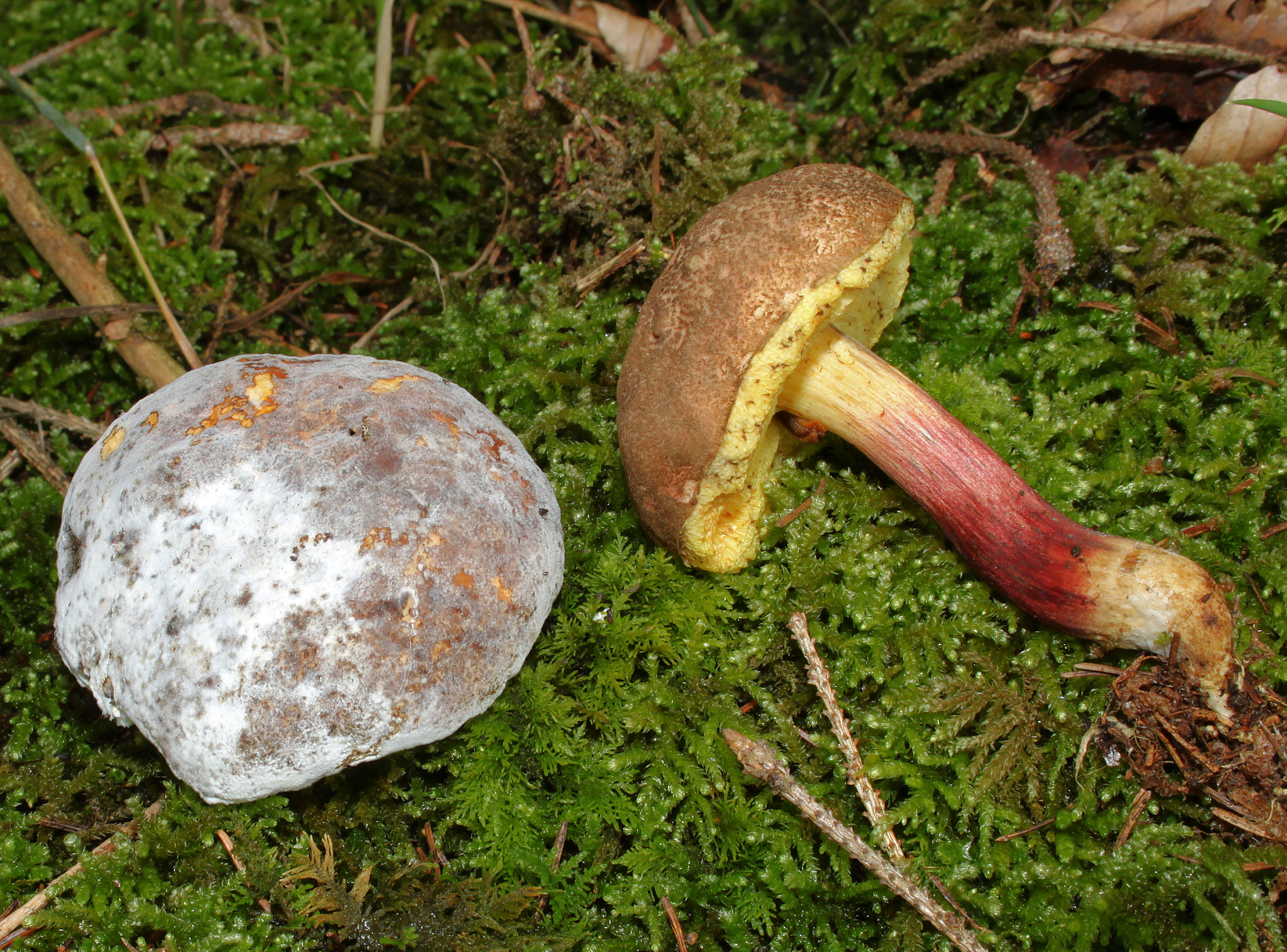
Der linke Fruchtkörper des Gemeinen Rotfußröhrlings ist vom Goldschimmel befallen. Der Schmarotzer hat bereits den Hut mit einem weißlichen Belag überzogen.

Der Gemeine Rotfußröhrling ist essbar und aufgrund seiner Bekanntheit und Häufigkeit besonders bei Einsteigern beliebt. Für den Pilzsammler sind überwiegend nur jüngere Exemplare von Interesse, da ältere oft madig und auch von Schimmelpilzen angegriffen sind. Aber auch schon junge Exemplare werden häufig von dem weit verbreiteten, giftigen Goldschimmel (Hypomyces chrysospermus, Anamorphe: Sepedonium chrysospermum) befallen. Dies zeigt sich anfangs durch eine fleckige, oft in ringförmigen Zonen erscheinende weißliche Verfärbung der ansonsten gelben Röhrenmündungen. Anschließend befällt der Goldschimmel auch andere Teile des Fruchtkörpers, erkennbar an den weißlichen Verfärbungen der betroffenen Stellen. Im Endstadium überzieht den Pilz ein goldgelber Schimmel. Die befallenen Rotfußröhrlinge werden schnell matschig und sind schon allein aus diesem Grund für den Verzehr ungeeignet. Junge, gesunde Exemplare zeichnen sich durch einen leicht säuerlichen intensiven Pilzgeschmack aus.

## Artabgrenzung

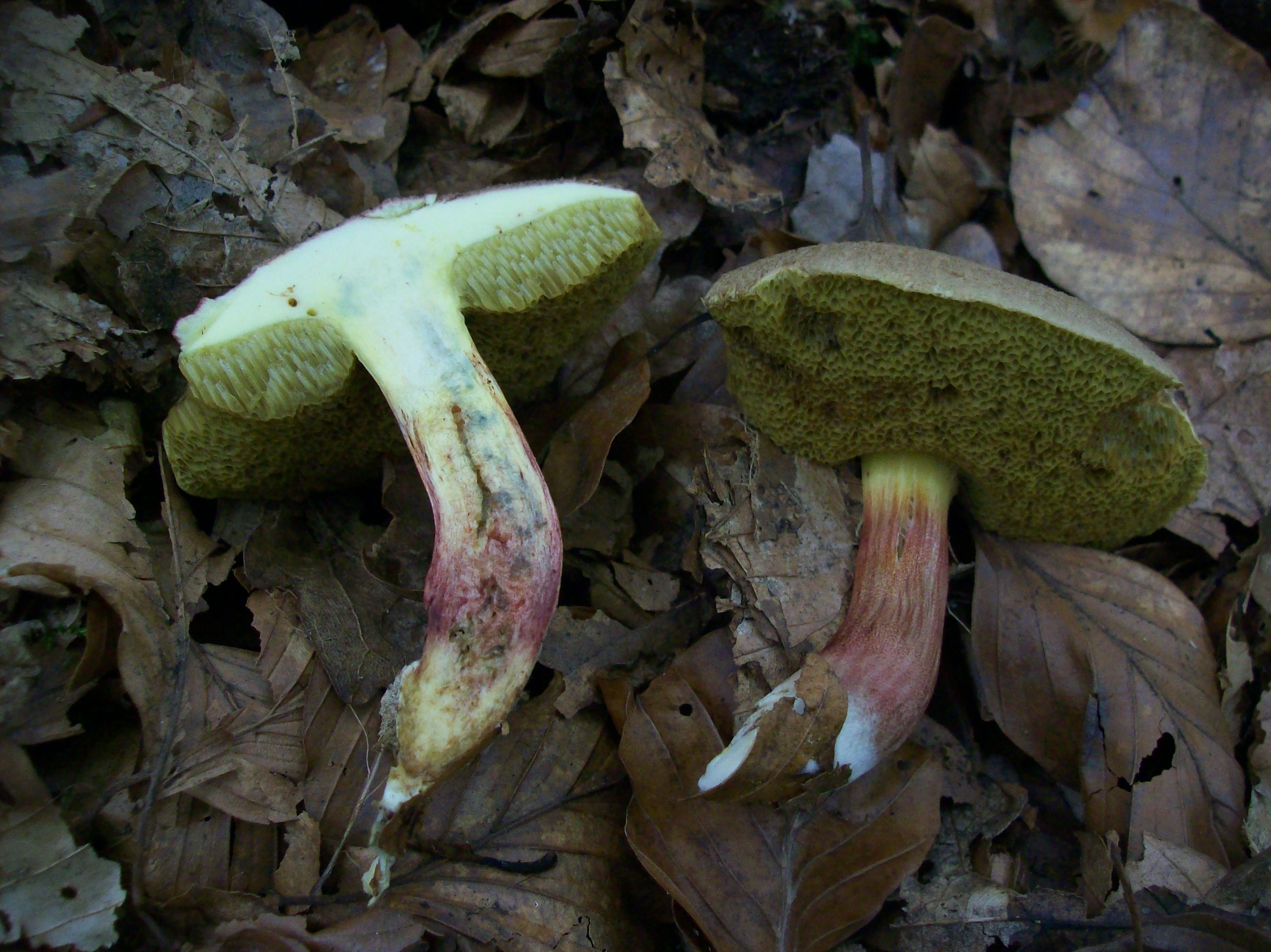
Das Fleisch des Gemeinen Rotfußröhrlings ist im Stiel rot. Es blaut nicht oder leicht in der oberen Hälfte.

Der Gemeine Rotfußröhrling kann von unerfahrenen Sammlern mit dem unbekömmlichen Schönfuß-Röhrling (Caloboletus calopus) verwechselt werden. Der ist aber wesentlich größer und kräftiger, hat ein gelbes Stielnetz und schmeckt bitter.
Darüber hinaus hat der Gemeine Rotfußröhrling eine Reihe von ähnlichen Verwandten, die jedoch ebenfalls essbar sind:
Sehr ähnlich ist der Bereifte Rotfußröhrling (Xerocomellus pruinatus). Er unterscheidet sich im Schnitt durch das Fehlen von Rottönen im gelben Stielfleisch. Außerdem fehlt ihm der Grünschimmer in den Röhren. Die Ziegenlippe (Xerocomus subtomentosus) hat einen weniger roten Stiel und gelbliches Fleisch, das im Stiel rosabräunlich ist. Der Starkblauende Rotfußröhrling (Xerocomellus cisalpinus) blaut stark im Schnitt und bei Berührung und hat ebenfalls kein rotes Stielfleisch. Der Falsche Rotfußröhrling (Xerocomellus porosporus) hat nirgends Rottöne. Der Eichen-Filzröhrling (Hortiboletus engelii) hat kein rotes Stielfleisch, sondern rote Pünktchen im Fleisch der Stielbasis.